# Lossa
Lossa je pravostranný přítok řeky Unstruty, který protéká na území spolkových zemí Durynsko a Sasko-Anhaltsko. Délka toku činí 44,4 km. Plocha povodí měří 393 km².

## Průběh toku
Řeka pramení v nadmořské výšce 336 m západně od vsi Lossa, která je místní částí obce Finne v zemském okrese Burgenland v Sasku-Anhaltsku. Na horním toku teče jižním až jihozápadním směrem, protéká městem Rastenberg a obcí Mannstedt. Obě sídla jsou již na území Durynska v zemském okrese Sömmerda. Dále její tok směřuje na západ, protéká Guthmannshausenem, Olberslebenem, a Großneuhausenem. Na dolním toku se stáčí k severozápadu. Vlévá se do Unstruty u Leubingenu, jež je místní částí města Sömmerda, v nadmořské výšce 133 m.

### Větší přítoky
- levé – Scherkonde